# Сараджинская овца

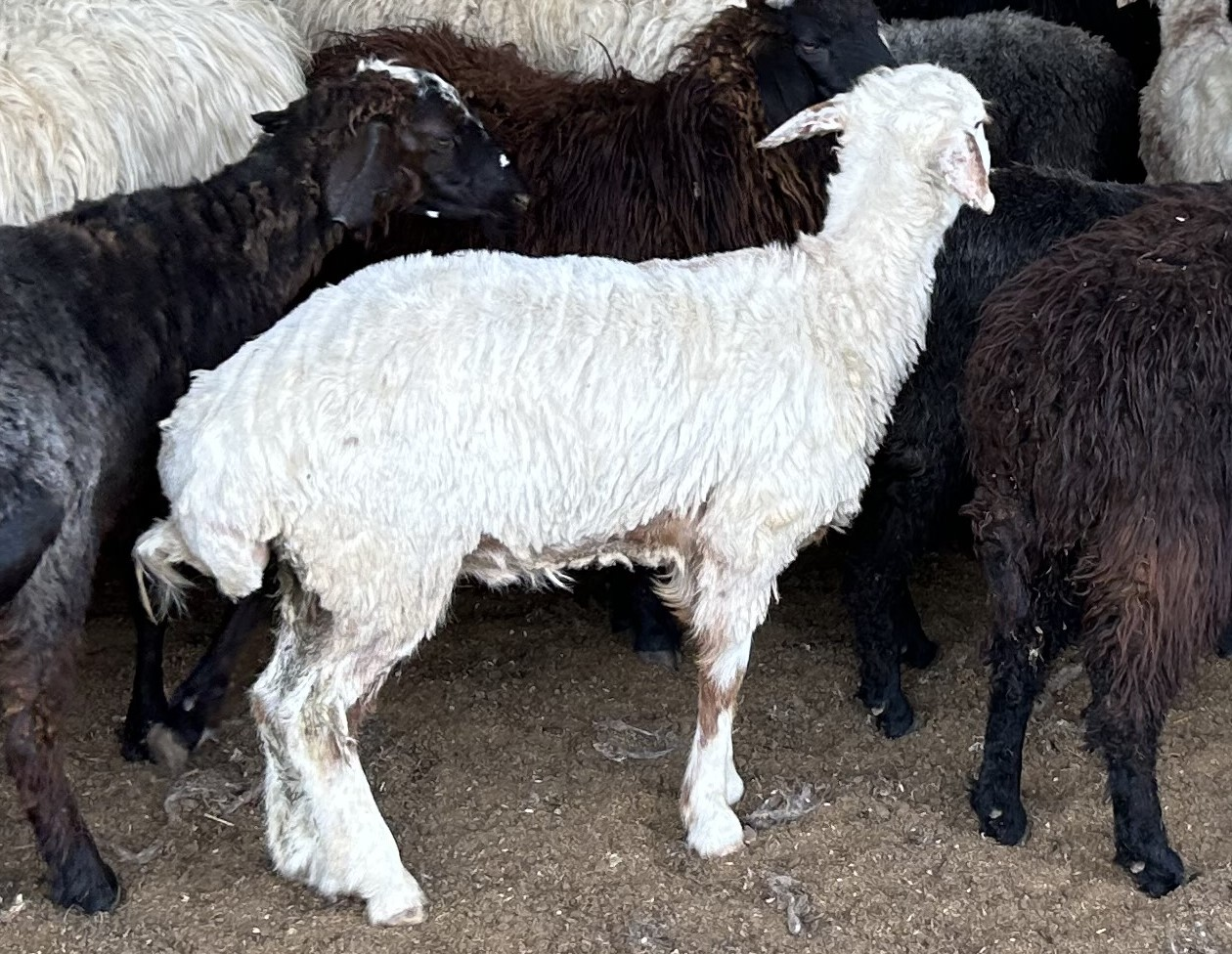
Овца сараджинской породы

Сараджинская овца (туркм. Saryja goýun) — порода курдючных овец, выведенная на территории Туркменистана. Порода была выведена путем продолжавшегося в течение длительного времени отбора туркменских пород курдючных овец, которые обладали большим содержанием пуха в шерсти. Название порода получила от аула Сарыджа, который расположен недалеко от туркменского города Мары.

## О породе
Овцы сараджинской породы обычно бывают белого цвета, при этом ноги и голова рыжего цвета. Мускулатура слабо развита, а шерсть — полугрубая и блестящая, содержит много пуха и почти не содержит мёртвый волос. Руно косичного строения, длина косиц 13-18 см, пуха — 6-9 см.
Вес взрослой овцы в среднем от 50 до 60 кг, самые крупные особи достигают 75 кг, средний вес барана — от 80 до 90 кг, самые крупные достигают 100 кг и более.
Сараджинские овцы выносливы и хорошо адаптированы к круглогодовому содержанию на пастбищах, зимой с подкормкой в ограниченных размерах. Считается одной из лучших курдючных пород мясо-сального направления. С помощью племенных баранов сараджинской породы, были выведены такие породные группы овец как таджикская и карагалинская.
В Туркменистане, сараджинские овцы разводятся в южной части центральных Каракумов, а также на равнинах, прилегающих к Копетдагскому хребту. Также, овец сараджинских пород выращивают в Казахстане, Узбекистане и России (Оренбурская область и Алтай).